# Педро Агире Серда
Педро Агире Серда (шп. Pedro Aguirre Cerda; Покуро, 6. фебруар 1879 — Сантијаго де Чиле, 25. новембар 1941) је био чилеански политичар и председник Чилеа. Као члан Радикалне странке, био је изабран као кандидат Народног фронта за председничке изборе 1938. на којима је победио. Био је председник Чилеа до своје смрти 1941. Био је баскијског порекла.